# Powiat Minden-Lübbecke
Powiat Minden-Lübbecke (niem. Kreis Minden-Lübbecke) – powiat w Niemczech, w kraju związkowym Nadrenia Północna-Westfalia, w rejencji Detmold. Stolicą powiatu Minden-Lübbecke jest miasto Minden.

## Podział administracyjny
Powiat Minden-Lübbecke składa się z:
- ośmiu gmin miejskich (Stadt)
- trzech gmin wiejskich (Gemeinde)

Gminy miejskie:
| Lp. | Nazwa gminy miejskiej | Ludność (31.12.2010) | Powierzchnia km² |
| --- | --------------------- | -------------------- | ---------------- |
| 1   | Bad Oeynhausen        | 48.300               | 64,80            |
| 2   | Espelkamp             | 25.236               | 84,16            |
| 3   | Lübbecke              | 25.796               | 65,05            |
| 4   | Minden                | 82.114               | 101,08           |
| 5   | Petershagen           | 25.750               | 211,95           |
| 6   | Porta Westfalica      | 35.112               | 105,17           |
| 7   | Preußisch Oldendorf   | 12.862               | 68,79            |
| 8   | Rahden                | 15.636               | 137,35           |

Gminy wiejskie:
| Lp. | Nazwa gminy wiejskiej | Ludność (31.12.2010) | Powierzchnia km² |
| --- | --------------------- | -------------------- | ---------------- |
| 1   | Hille                 | 16.167               | 102,99           |
| 2   | Hüllhorst             | 13.351               | 44,73            |
| 3   | Stemwede              | 13.819               | 166,13           |